# 고롱고사저빌
고롱고사저빌(Gerbilliscus inclusus)은 황무지쥐아과에 속하는 설치류의 일종이다. 모잠비크와 탄자니아, 짐바브웨에서 발견된다. 자연 서식지는 습윤 사바나 지역이다.